# Yamaha Breeze
Der Yamaha Breeze war ein Motorroller des japanischen Herstellers Yamaha. Er ist baugleich mit dem MBK Fizz.
Die Baureihe wurde Mitte der 1990er Jahre gebaut, war jedoch kein sehr großer Erfolg. Sie gehörte zu den ersten so genannten Sportrollern. Das Modell ist als Vorgängermodell des Yamaha Aerox zu sehen.
Im Breeze findet der, mittlerweile nicht mehr hergestellte, Minarelli-Motor mit kurzer Schwinge Verwendung. Der Fizz basiert technisch auf dem Zest, ist jedoch in vielen Punkten verbessert. Wie die meisten modernen Motorroller mit Zweitaktmotor verfügt er über Getrenntschmierung. Anders als bei vielen anderen Fahrzeugen befindet sich der Öltank tief im Rahmen, am hinteren Ende des Trittbretts. Diese Anordnung ist schwerpunktgünstiger als ein hoch liegender Öltank und erlaubt einen größeren Benzintank im Rahmenheck.

## Technische Daten
- Motor: gebläsegekühlter, liegender Einzylinder-Zweitaktmotor (Hersteller Motori Minarelli)
- Hubraum: 49 cm3
- Getriebe: Stufenlose Automatik (CVT-Getriebe)
- Bereifung: vorne und hinten 10"-Schlauchlosreifen
- Höchstgeschwindigkeit: 45–50 km/h in Deutschland, in anderen Ländern war eine ungedrosselte Version erhältlich, welche 60–65 km/h schnell ist.

MBK Fizz, Frontansicht
MBK Fizz, zur Verwendung durch einen Rollertouristen umgebautes Fahrzeug

## Heutige Bedeutung
Durch relativ geringe Verbreitung und Bekanntheit spielt der Breeze im heutigen Straßenverkehr kaum noch eine Rolle. Viele noch existente Exemplare sind in sehr schlechtem Zustand. 
Gepflegte und gut gewartete Fahrzeuge werden jedoch auch heute noch von Kennern als besonders komfortable und zuverlässige Roller geschätzt. Besonders der geringe Kraftstoffverbrauch und die, auch für große Fahrer sehr komfortable, lange Sitzbank wurden und werden häufig gelobt.